# Punctoterebra longiscata
Punctoterebra longiscata é uma espécie de gastrópode do gênero Punctoterebra, pertencente a família Terebridae.